# ラピッドリダックス
ラピッドリダックス (Rapid Redux) はアメリカ合衆国の競走馬。大レースでの実績はないが、北アメリカの近代における連勝記録である22連勝を樹立し、2011年のエクリプス賞特別賞を受賞した。

## 経歴

### 連勝前
2007年（1歳時）にStorm Leopardの幼名でキーンランドセプテンバーセールに出され、最初の馬主に85000ドルで落札される。デビュー前に去勢手術を施される。
デビューは2008年（2歳時）5月16日。2戦目で初勝利を挙げる。ステークスにも二度出走するが、ともに最下位に終わっている。アローワンス競走でも結果を残せず、8戦目以降はクレーミング競走のみに出走するようになる。当初はクレーミング価格40000ドルだった条件も、15戦目には5000ドルの価格で出走するまでになる。クレーミング価格での売却はなかったが、たびたび馬主や調教師が入れ替わっている。そして2010年（4歳時）10月13日に行われた18戦目のクレーミング競走で、ロバート・L・コール・ジュニアに6250ドルのクレーミング価格で購入され、デビッド・J・ウェルズ調教師に管理されることとなる。

### 連勝記録
コールに購入された後は、移籍後2戦目で8着と敗れたものの、12月2日の移籍後3戦目から、おもにスターターアローワンス競走（後述）に出走し、連勝を重ねていく。2011年（5歳時）10月27日に19連勝でゼニヤッタ、ペッパーズプライドが打ち立てた近代北米連勝記録に並び、11月21日に20連勝で記録を更新した。12月13日の21連勝は年間19勝目となり、サイテーション、ローズベンの近代北米年間最多勝利と並んだ。その後年内にもう1戦出走してシーズン最多勝利の更新を狙ったが、コンディションが整わず断念した。
スターターアローワンス競走の出走資格は本来2011年まで有効であったため、2011年いっぱいで引退する予定で、引退後の繋養先となる養老施設を探す動きもあった。しかし2012年（6歳時）もこれまでと同一条件の競走が組まれたため現役を続行。1月4日のレースでは数日前に右前脚に外傷を負っていたが22連勝を記録した。その後は蓄積された疲労と外傷を癒すため休養に入り、同年5月に万全の状態で復帰させるのは難しいとして引退が発表された。引退後は引退馬の養老施設であるオールドフレンズで余生を過ごす。
連勝中は連闘に相当するレース間隔での出走を4度経験。最も長いレース間隔でも約1か月と、ほぼ休みなく出走を続けてきた。出走した競馬場は7場。騎手は8人に乗り替わっていて、連勝記録が見えてきた頃、ようやくJ.D.アコスタ騎手にほぼ固定されている。距離は当初5〜6ハロンの短距離中心だったが、のちにマイル前後を主戦場とする。連勝中は距離5〜9ハロンで勝ち星を挙げた。

#### スターターアローワンス競走
ラピッドリダックスの連勝で特筆すべきは、スターターアローワンス競走というレースを狙って出走している点にある。22連勝中に出走したレースのうち、18戦をスターターアローワンス競走が占めている。残る4戦はアローワンス競走が1戦、オプショナルクレーミング競走が1戦、クレーミング競走が2戦である。
スターターアローワンス競走は出走条件が「過去に所定の価格に設定されたクレーミング競走に出走経験がある」という競走。ラピッドリダックスがおもに出走したスターターアローワンス競走は価格が5000ドル以下という下級条件であった。この条件は連勝前の15戦目のクレーミング競走への出走で満たしていた。出走経験は原則として出走した年とその翌年の2年に限られているため、2010年に条件を満たしたラピッドリダックスは本来は2011年までしか出走できなかった。

## 能力と評価
ウェルズ調教師はラピッドリダックスの長所について、「最低でも80%、ほとんどは100%の能力を発揮することができる」と評している。一方で「この馬はステークスやアローワンスを勝てる馬ではない。人々は我々にそれらに挑戦するよう望むが、それに見合う能力には達していない」とし、下級条件のスターターアローワンス競走が適正であるとの見方を示している。馬主のコールは「素晴らしく頑丈で安定性がある。そうでなければ13カ月にわたって勝ち続けることはできない」と称えている。
レーススタイルは逃げ。連勝はすべて逃げきりで、1戦を除いてスタート直後から先頭を譲らずの逃げきりである。残る1戦も序盤で先手を奪っての逃げきりであった。道中で先手を奪われながら巻き返して勝ったのは連勝前に2戦あるだけだった。

## 血統表
| ラピッドリダックスの血統（リボー系 / Ribot4×4＝12.5%、Northern Dancer4×5＝9.38%） | ラピッドリダックスの血統（リボー系 / Ribot4×4＝12.5%、Northern Dancer4×5＝9.38%） | ラピッドリダックスの血統（リボー系 / Ribot4×4＝12.5%、Northern Dancer4×5＝9.38%） | （血統表の出典）          | （血統表の出典） |
| 父 Pleasantly Perfect 1998 鹿毛                                                   | 父の父Pleasant Colony 1978 黒鹿毛                                                 | His Majesty                                                                       | Ribot                     | Ribot            |
| 父 Pleasantly Perfect 1998 鹿毛                                                   | 父の父Pleasant Colony 1978 黒鹿毛                                                 | His Majesty                                                                       | Flower Bowl               |                  |
| 父 Pleasantly Perfect 1998 鹿毛                                                   | 父の父Pleasant Colony 1978 黒鹿毛                                                 | Sun Colony                                                                        | Sunrise Flight            | Sunrise Flight   |
| 父 Pleasantly Perfect 1998 鹿毛                                                   | 父の父Pleasant Colony 1978 黒鹿毛                                                 | Sun Colony                                                                        | Colonia                   |                  |
| 父 Pleasantly Perfect 1998 鹿毛                                                   | 父の母Regal State 1983 栗毛                                                       | Affirmed                                                                          | Exclusive Native          | Exclusive Native |
| 父 Pleasantly Perfect 1998 鹿毛                                                   | 父の母Regal State 1983 栗毛                                                       | Affirmed                                                                          | Won't Tell You            |                  |
| 父 Pleasantly Perfect 1998 鹿毛                                                   | 父の母Regal State 1983 栗毛                                                       | La Trinite                                                                        | Lyphard                   | Lyphard          |
| 父 Pleasantly Perfect 1998 鹿毛                                                   | 父の母Regal State 1983 栗毛                                                       | La Trinite                                                                        | Promessa                  |                  |
| 母 Thiscatsforcaryl 1992 栗毛                                                     | 母の父Storm Cat 1983 黒鹿毛                                                       | Storm Bird                                                                        | Northern Dancer           | Northern Dancer  |
| 母 Thiscatsforcaryl 1992 栗毛                                                     | 母の父Storm Cat 1983 黒鹿毛                                                       | Storm Bird                                                                        | South Ocean               |                  |
| 母 Thiscatsforcaryl 1992 栗毛                                                     | 母の父Storm Cat 1983 黒鹿毛                                                       | Terlingua                                                                         | Secretariat               | Secretariat      |
| 母 Thiscatsforcaryl 1992 栗毛                                                     | 母の父Storm Cat 1983 黒鹿毛                                                       | Terlingua                                                                         | Crimson Saint             |                  |
| 母 Thiscatsforcaryl 1992 栗毛                                                     | 母の母Tesio's Love 1985 栗毛                                                      | Tom Rolfe                                                                         | Ribot                     | Ribot            |
| 母 Thiscatsforcaryl 1992 栗毛                                                     | 母の母Tesio's Love 1985 栗毛                                                      | Tom Rolfe                                                                         | Pocahontas                |                  |
| 母 Thiscatsforcaryl 1992 栗毛                                                     | 母の母Tesio's Love 1985 栗毛                                                      | Love for Life                                                                     | Forli                     | Forli            |
| 母 Thiscatsforcaryl 1992 栗毛                                                     | 母の母Tesio's Love 1985 栗毛                                                      | Love for Life                                                                     | Love of Learning F-No.2-d |                  |

- 半兄Be Like Mikeは準重賞勝ち馬。
- 従姉（母の半妹の産駒）にAJCオークス2着のFrench Lady。
- 祖母の半妹にサンタアニタハンデキャップ勝ち馬Annual Reunion。そのAnnual Reunionの産駒にデイリー杯2歳ステークス3着のダイワファルコン[注 5]がいる。
- 曾祖母の半弟に本邦輸入種牡馬でブルーファミリーの父となったテューターがいる。

牝系は5代母Cosmah、6代母Almahmoudという、競馬史に名を残す名繁殖牝馬へと遡る。Cosmah以下の一族にはサンデーサイレンスの父Halo、皐月賞馬ハワイアンイメージの父フアーザーズイメージ、全日本2歳優駿勝ち馬グレイスティアラなどがいる。